# Kalak Bandi, Yelbarga
Kalak Bandi là một làng thuộc tehsil Yelbarga, huyện Koppal, bang Karnataka, Ấn Độ.